# Najwa Nimri
Najwa Nimri Urrutikoetxea (Pamplona, 14 febbraio 1972) è un'attrice e cantante spagnola, candidata a 5 premi Goya e nota per aver interpretato Zulema Zahir in Vis a vis - Il prezzo del riscatto e Vis a vis - L'Oasis e l'ispettrice Alicia Sierra ne La casa di carta.

## Biografia
Najwa ha studiato recitazione al Laboratorio di William Layton, cinque anni di danza classica alla John Beitia Academy e quattro anni nella scuola di musica Coral Lauro de Bilbao. I suoi primi passi nel mondo della musica sono stati come corista nel gruppo di musica soul Respect e come cantante nel gruppo jazz Clan Club, e successivamente, nel 1996, ha formato il gruppo Najwajean con Carlos Jean. È stata lanciata nel mondo dello spettacolo nel 1994, scoperta dall'agente artistica Katrina Bayonas, che l'ha selezionata nel suo programma Caras Nuevas (Facce nuove). Uno dei suoi primi lavori da attrice è stato con il cortometraggio Ni aquí ni ahora di Santiago Segura dove ha conosciuto Daniel Calparsoro. Il suo primo ruolo importante è stato nel 1995 come Alex in Salto al vacío, il primo film del regista Daniel Calparsoro. Grazie a questo ruolo vince il Premio per la migliore attrice al Festival di Ginevra (1995), il Premio per la migliore attrice al Festival di Mosca (1995), il Premio per la migliore attrice al Festival Premiers Plans D'Angers (1995), il Premio per la migliore attrice basca ai premi "El Mundo" per il cinema basco (1995) e il premio per la migliore interpretazione femminile al Valencia Cinema Jove International Film Festival (1995). Nei due anni a venire ha recitato in altri due film diretti da Daniel Calparsoro, Pasajes (1996) e Morire a San Sebastian (1997).
Il suo talento non è passato inosservato nemmeno agli occhi di registi del calibro di Alejandro Amenábar e Julio Medem, che l'hanno coinvolta in due film di grande successo, rispettivamente Apri gli occhi (1997), al fianco di Penélope Cruz ed Eduardo Noriega e Gli amanti del circolo polare. Grazie alla sua eccellente interpretazione in quest'ultimo dove interpreta Ana ha ottenuto la sua prima candidatura al Premio Goya come miglior attrice protagonista vincendo premi come migliore attrice al VII Premio "El Mundo" per il cinema basco e il Premio Ondas per migliore attrice. Nel 1998 ha pubblicato il primo album musicale con il gruppo Najwajean (con Carlos Jean) No Blood, che è stato accolto con entusiasmo dalla critica e dal pubblico. Il loro singolo Dead for You, pubblicato nel 2002 nell'album ChillOut Sessions, una compilation di vari artisti, è diventata anche la sigla del programma televisivo Versión Española di Televisión Española.
Nel 2000 si è unita al cast del film Prima che sia notte del pittore e regista Julian Schnabel, dove ha recitato al fianco di attori di successo come Javier Bardem e Johnny Depp e Sean Penn, due personaggi secondari. Nel 2001 ha recitato come protagonista nel film Asfalto, il suo ultimo ruolo in un film diretto da Daniel Calparsoro, per il quale prende parte anche alla realizzazione della colonna sonora con il gruppo Najwajean e in collaborazione con il musicista Nacho Mastretta, ottenendo la candidatura come miglior colonna sonora originale al Premio Goya del 2001. Nello stesso anno ha interpretato Elena in Lucia y el sexo, diretto da Julio Medem. Nel 2001 ha fatto il suo debutto come cantante solista con il lancio dell'album Carefully. Nel 2002 è stata responsabile della colonna sonora del film Guerreros di Daniel Calparsoro. Sempre in quell'anno ha recitato in Piedras di Ramón Salazar, la cui interpretazione di Leire le è valsa un premio al Toulouse Cinespaña Film Festival (2002). Non è stato l'unico successo del 2002, durante il quale non solo ha continuato ad affermarsi sempre di più come attrice, ma anche pubblicando una raccolta delle sue canzoni con Carlos Jean intitolata Najwajean: Selection.
Nel 2003 ha ottenuto un ruolo da protagonista in Utopía di María Ripoll, dove si è occupata anche della colonna sonora. Nel 2004 ha recitato nel film Agents secrets diretto da Frédéric Schoendoerffer, al fianco di attori affermati come Vincent Cassel e Monica Bellucci. Sempre nel 2003 ha pubblicato un nuovo album da solista intitolato Mayday, elogiata dalla critica per la sua capacità di seduzione come cantante.Recita in 20 centimetri (2005), diretto da Ramón Salazar, per la quale canta due canzoni della colonna sonora del film. Nel 2006 ha pubblicato il suo terzo album da solista, Walkabout. Nel 2007 ha recitato nei film Mataharis di Icíar Bollaín e Oviedo Express di Gonzalo Suárez. Interpreta Isabella nel film También la lluvia di Icíar Bollaín (2010) e il personaggio di Edurne apparso in Habitación en Roma di Julio Medem (2010). Nel 2010 ha pubblicato El Último Primate, il primo album in cui l'artista canta in spagnolo. Nella terza settimana del febbraio del 2014 è stata protagonista della copertina della rivista Interviú. Nello stesso anno si è riunita con Carlos Jean nel mese di giugno per un concerto alla Giornata della Musica al centro artistico Matadero Madrid, decidendo in seguito di tornare insieme sul palco nel 2015 e pubblicando un nuovo album, Bonzo.
Nel 2015 ha debuttato in televisione con il ruolo di Zulema Zahir, la principale antagonista e in seguito protagonista della serie Vis a vis - Il prezzo del riscatto, prodotta da Globomedia per Antena 3, nelle sue prime due stagioni e per Fox Spagna, nelle sue ultime due. Nel 2016 ha messo su uno spettacolo teatrale, Drac Pack, un musical scritto insieme a Emilio Tomé e Carlos Dorrego poi diretto da Fernando Soto. In Drac Pack Najwa si è occupata anche della direzione musicale salendo sul palco anche come attrice, di nuovo al fianco di Alba Flores, sua collega sul set di Vis a vis. È stata nominata alla 33ª edizione dei Premi Goya per la migliore attrice in Chi canterà per te? (2018) di Carlos Vermut. Nel 2018 ha recitato nel film L'albero del sangue di Julio Medem. Nel 2019 si è unita al cast della serie La casa di carta (Netflix) dove interpreta l'ispettrice poliziotta Alicia Sierra. Nello stesso anno è stata scelta per incidere una canzone della colonna sonora del film Dumbo diretto da Tim Burton, remake dell'omonimo Disney, Hijo del corazón, inserita nei titoli di coda dell'edizione spagnola. Ha doppiato Kate Laswell nel videogioco del 2019, Call of Duty: Modern Warfare.

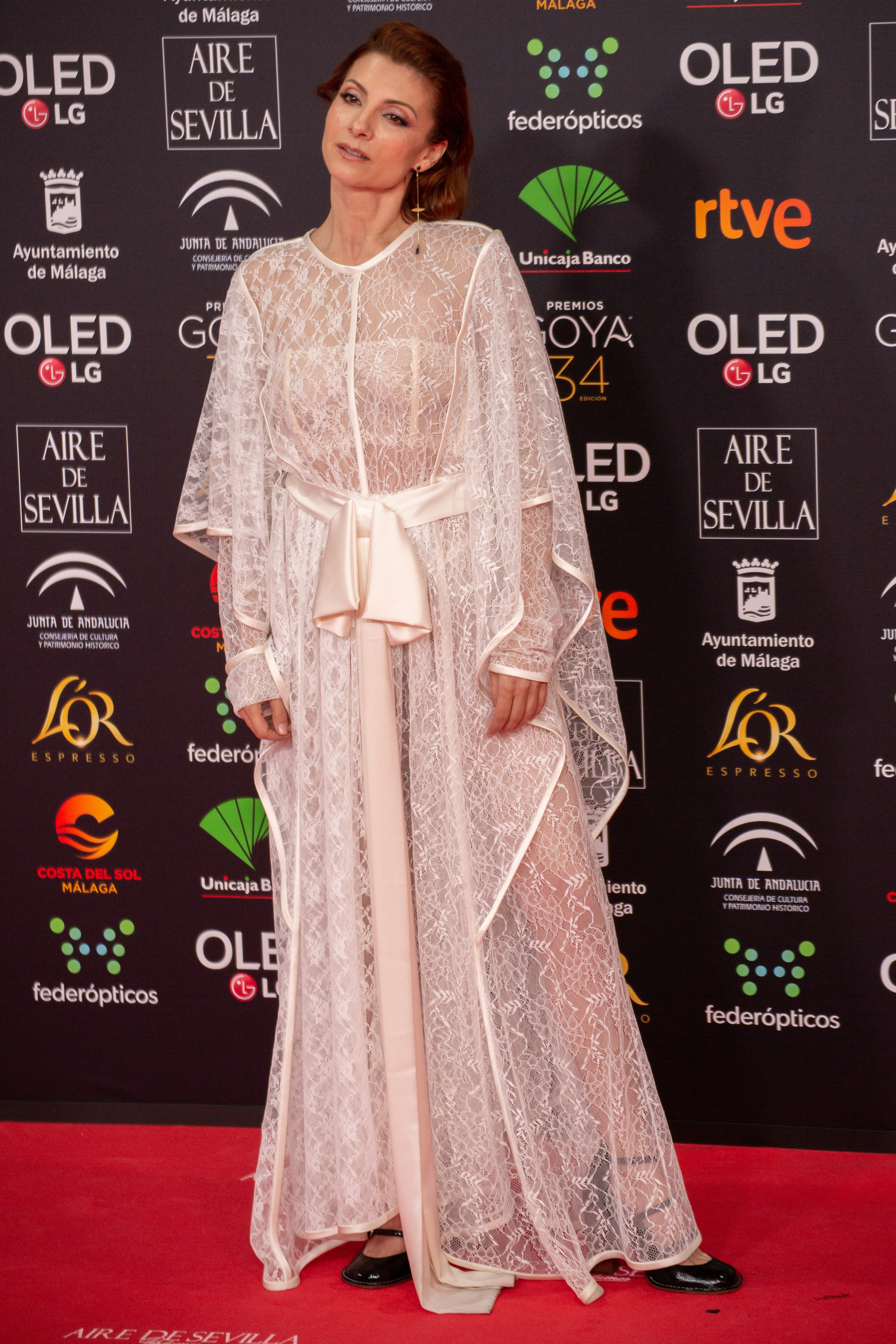
Najwa Nimri ai Premi Goya 2020

Nel 2020 è tornata a vestire i panni di Zulema Zahir in Vis a vis - L'Oasis, spin-off di Vis a vis - Il prezzo del riscatto, a fianco di Maggie Civantos, con la messa in onda del primo episodio il 20 aprile 2020 su Fox Spagna e sempre nello stesso anno le due attrici sono tornate ancora una volta a lavorare insieme dando voce ai loro personaggi di Zulema e Macarena in Vis a Vis: Cara B, altro spin-off di Vis a vis in versione audiolibro prodotto da Audible, società di Amazon specializzata nell'intrattenimento digitale con audiolibri e podcast, pubblicato il 28 settembre 2020. Sempre nello stesso anno ha preso parte al cortometraggio Building Dialogues, progetto realizzato e diretto da Leandro Manuel Emede e Nicolò Cerioni e con l’arte musicale e visiva di Frédéric Sanchez per presentare le collezioni primavera estate 2021 di Emporio Armani al fianco di personaggi noti del mondo della musica, della danza, della recitazione e dello spettacolo in generale come Alice Pagani, Rocco Fasano, Omar Ayuso e altri.
Nel 2021 è stato annunciato Insiders, il primo reality show prodotto da Netflix Spagna, dove la Nimri debutta come conduttrice. Sempre nello stesso anno è entrata a far parte del cast della nuova serie Netflix Sagrada familia, insieme alla collega e amica Alba Flores, con la quale aveva già lavorato in diversi progetti.

## Vita privata
Najwa è nata in Navarra da padre giordano di religione cristiana, farmacista di professione, e da madre basca, anch'ella originaria della Navarra. Suo fratello si chiama Karim Nimri. Ha anche un fratellastro: Andre Nimri e tre sorellastre di nome Sara Nimri, Nadia Nimri e Anita Elguezabal. Il cugino di Najwa è il rapper britannico Alexander "Antix" Nimier. Da bambina si era trasferita a Bilbao nel quartiere Santutxu.

## Filmografia

### Cinema
- Salto al vacío, regia di Daniel Calparsoro (1995)
- Pasajes, regia di Daniel Calparsoro (1996)
- Morire a San Sebastian (A ciegas), regia di Daniel Calparsoro (1997)
- Apri gli occhi (Abre los ojos), regia di Alejandro Amenábar (1997)
- Gli amanti del circolo polare (Los amantes del círculo polar), regia di Julio Medem (1998)
- The Citizen, regia di Jay Anania (1999)
- Asfalto, regia di Daniel Calparsoro (2000)
- Prima che sia notte (Before Night Falls), regia di Julian Schnabel (2000)
- Lucía y el sexo, regia di Julio Medem (2001)
- Fausto 5.0, regia di Àlex Ollé e Carlus Padrissa (2001)
- Piedras, regia di Ramón Salazar (2002)
- Utopía, regia di María Ripoll (2003)
- Agents secrets, regia di Frédéric Schoendoerffer (2004)
- A + (Amas), regia di Xavier Ribera (2004)
- 20 centimetri (20 centímetros), regia di Ramón Salazar (2005)
- El método, regia di Marcelo Piñeyro (2005)
- Trastorno, regia di Fernando Cámara (2006)
- Las vidas de Celia, regia di Antonio Chavarrìas (2007)
- Oviedo Express, regia di Gonzalo Suárez (2007)
- Mataharis, regia di Icíar Bollaín (2007)
- Todo lo que tú quieras, regia di Achero Mañas (2010)
- L'altra verità (Route Irish), regia di Ken Loach (2010)
- Room in Rome (Habitación en Roma), regia di Julio Medem (2010)
- También la lluvia, regia di Icíar Bollaín (2010)
- Verbo, regia di Eduardo Chapero-Jackson (2011)
- The Wine of Summer, regia di Maria Matteoli (2013)
- 10.000 noches en ninguna parte, regia di Ramón Salazar (2013)
- Chi canterà per te? (Quién te cantará), regia di Carlos Vermut (2018)[29]
- L'albero del sangue (El árbol de la sangre), regia di Julio Medem (2018)

### Televisione
- Vis a vis - Il prezzo del riscatto (Vis a vis) – serie TV, 40 episodi (2015-2019)
- La casa di carta (La casa de papel) – serie TV, 26 episodi (2019-2021)
- Vis a vis - L'Oasis (Vis a vis: El oasis) – serie TV, 8 episodi (2020)
- Sagrada familia – serie TV, 16 episodi (2022-2023) [25]
- 30 Coins - Trenta denari (30 monedas) - serie TV (2022)
- Berlino (Berlín) – serie TV, 3 episodi (2023)
- Respira (Respira) - serie TV, 8 episodi (2024)

### Cortometraggi
- Ni aquí ni ahora, regia di Santiago Segura[6]
- 9'8m/s², regia di Alfonso Amador e Nicolás Méndez (1998)
- Hyde & Jekill, regia di Sara Mazkiaran (2000)[30]
- La reina del bar Canalla, regia di Daniel Azancot (2003)
- Sexo en el plató, – documentario, regia di Nacho Valcárcel (2007)
- Inseparable de ti, regia di Ione Hernández (2010)[31][32]
- Mi madre, regia di María Sosa Betancor (2018)[33]
- La octava dimensión, regia di Kike Maíllo (2018)
- Building Dialogues (Emporio Armani), regia di Leandro Manuel Emede e Nicolò Cerioni (2020)[24]
- Hola, Bimba y Lola, regia di Virgili Jubero (2020)[34]

## Programmi televisivi
- Insiders – reality show, conduttrice (2021)[35]

## Teatro
- Antígona di Jean Anouilh, regia di Rubén Ochandiano e Carlos Dorrego (2013)[36]
- Drac Pack – musical, scritto da Najwa Nimri, Emilio Tomé e Carlos Dorrego, regia di Fernando Soto (2016)[18]

## Audiolibri
- Vis a Vis: Cara B, Globomedia (2020)[23]

## Discografia

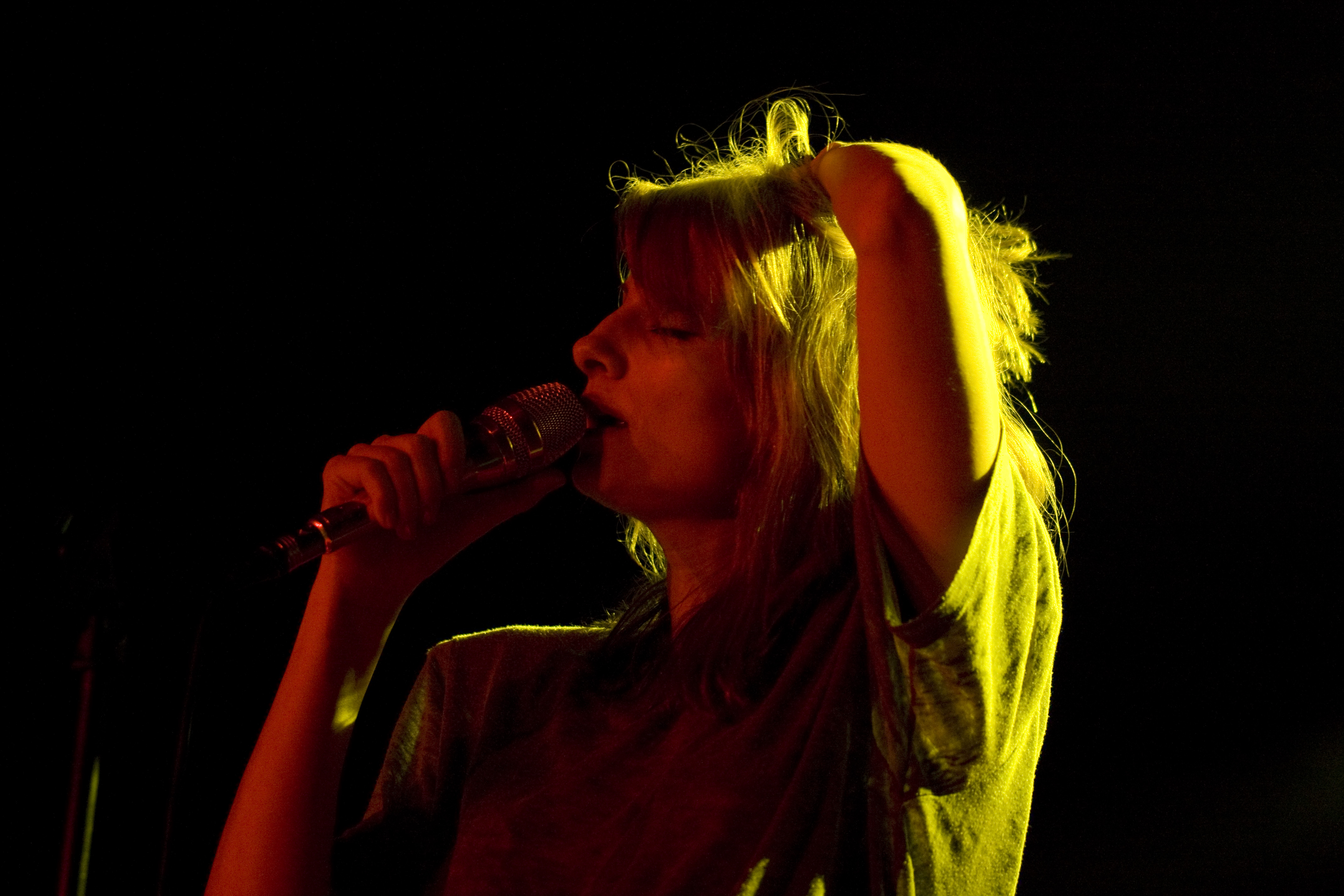
Nimri in un concerto nel 2010

### Respect
- 1993 – Hermanos De Color (corista)[37][38]

### Najwajean (con Carlos Jean)
- 1998 – No Blood
- 2001 – Asfalto (colonna sonora del film Asfalto, regia di Daniel Calparsoro)
- 2002 – Guerreros (colonna sonora del film Guerreros, regia di Daniel Calparsoro)
- 2002 – Najwajean Selection (compilation album)
- 2002 – Dead For You (singolo dall'album ChillOut Sessions, una compilation di vari artisti)
- 2007 – 10 Years After
- 2008 – Till It Breaks
- 2015 – Bonzo

### Solista
- 2001 – Carefully
- 2003 – Carefully (Edizione speciale)
- 2003 – Mayday
- 2004 – Mayday (Edizione speciale) / Mayday Mayday (CD2)
- 2006 – Walkabout
- 2006 – Walkabout (Edizione speciale)
- 2010 – El último primate
- 2012 – Donde rugen los volcanes
- 2014 – Rat race
- 2019 – Hijo del corazón, singolo dalla colonna sonora del film remake Dumbo[20]
- 2020 – Viene de largo
- 2020 – Hey Boys, Girls. Colección definitiva[39]
- 2021 – AMA

## Pubblicità
- Pubblicità per la ONCE (1999)[40]
- Campagna pubblicitaria dei 75 anni dell'impresa RENFE (2016)[41]
- Pubblicità Euskaltel - El principio favorito (2016)[42]
- Pubblicità del canale televisivo TEN (2016)[43]
- Pubblicità del profumo Adolfo Domínguez ÚNICA (2017)[44]
- Volto di Desigual (collezione autunno-inverno 2019 firmata Christian Lacroix)[45]
- Pubblicità dei prodotti Chanel (Festival di Málaga 2018)[46]

## Premi e riconoscimenti
Premio Goya
| Anno | Categoria                         | Film                          | Risultato   |
| ---- | --------------------------------- | ----------------------------- | ----------- |
| 2019 | Migliore attrice protagonista     | Chi canterà per te?           | Candidato/a |
| 2002 | Miglior canzone                   | Guerreros                     | Candidato/a |
| 2001 | Migliore attrice non protagonista | Lucía y el sexo               | Candidato/a |
| 2000 | Miglior colonna sonora            | Asfalto                       | Candidato/a |
| 1998 | Migliore attrice protagonista     | Gli amanti del circolo polare | Candidato/a |

Fotogrammi d'argento
| Anno | Categoria                       | Film                               | Risultato       |
| ---- | ------------------------------- | ---------------------------------- | --------------- |
| 2018 | Miglior attrice cinematografica | Chi canterà per te?                | Candidato/a     |
| 2018 | Miglior attrice televisiva      | Vis a vis - Il prezzo del riscatto | Vincitore/trice |
| 2016 | Miglior attrice televisiva      | Vis a vis - Il prezzo del riscatto | Candidato/a     |
| 1998 | Miglior attrice cinematografica | Gli amanti del circolo polare      | Candidato/a     |

Premio Iris
| Anno | Categoria                  | Film                               | Risultato   |
| ---- | -------------------------- | ---------------------------------- | ----------- |
| 2020 | Migliore attrice femminile | Vis a vis - L'Oasis                | Candidato/a |
| 2015 | Migliore attrice femminile | Vis a vis - Il prezzo del riscatto | Candidato/a |

Premio Feroz
| Anno | Categoria                     | Film                               | Risultato   |
| ---- | ----------------------------- | ---------------------------------- | ----------- |
| 2019 | Migliore attrice protagonista | Vis a vis - Il prezzo del riscatto | Candidato/a |
| 2017 | Migliore attrice protagonista | Vis a vis - Il prezzo del riscatto | Candidato/a |

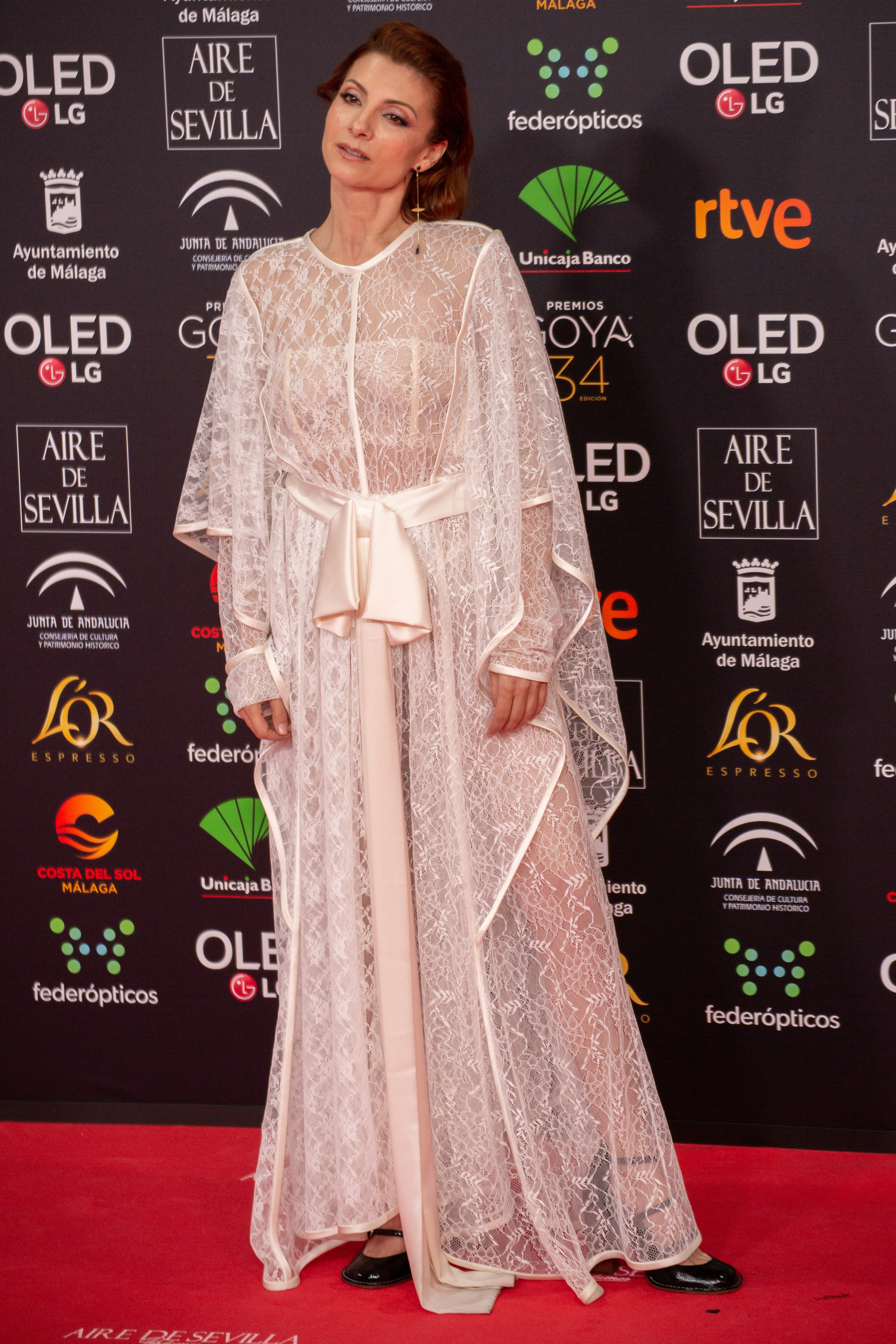
Nimri ai Premi Goya nel 2020

Sitges - Festival internazionale del cinema fantastico della Catalogna
| Anno | Categoria           | Risultato       |
| ---- | ------------------- | --------------- |
| 2020 | Gran premio d'onore | Vincitore/trice |

Premi dell'Unione degli attori e delle attrici
| Anno | Categoria                                | Film                               | Risultato   |
| ---- | ---------------------------------------- | ---------------------------------- | ----------- |
| 2016 | Migliore attrice protagonista televisiva | Vis a vis - Il prezzo del riscatto | Candidato/a |
| 2015 | Migliore attrice protagonista televisiva | Vis a vis - Il prezzo del riscatto | Candidato/a |
| 2001 | Migliore attrice secondaria              | Lucía y el sexo                    | Candidato/a |
| 1998 | Migliore attrice protagonista            | Gli amanti del circolo polare      | Candidato/a |

Medaglie del Circolo degli scrittori cinematografici
| Anno | Categoria        | Film                | Risultato   |
| ---- | ---------------- | ------------------- | ----------- |
| 2019 | Migliore attrice | Chi canterà per te? | Candidato/a |
| 2007 | Migliore attrice | Mataharis           | Candidato/a |

Premio Ondas
| Anno | Categoria                                        | Film | Risultato       |
| ---- | ------------------------------------------------ | --- | --------------- |
| 2015 | Migliore attrice femminile di serie tv nazionale | Vis a vis - Il prezzo del riscatto ex aequo con Maggie Civantos, Berta Vázquez, Alba Flores, Inma Cuevas e María Isabel Díaz Lago | Vincitore/trice |
| 1998 | Migliore attrice                                 | Gli amanti del circolo polare Apri gli occhi                                                                                      | Vincitore/trice |

Premio Platino del cinema Iberoamericano
| Anno | Categoria                                                      | Serie tv                           | Risultato   |
| ---- | -------------------------------------------------------------- | ---------------------------------- | ----------- |
| 2021 | Miglior attrice non protagonista in una miniserie o teleserie  | La casa di carta                   | Candidato/a |
| 2019 | Migliore attrice femminile in una miniserie o serie televisiva | Vis a vis - Il prezzo del riscatto | Candidato/a |

Valladolid International Film Festival
| Anno | Categoria     | Risultato       |
| ---- | ------------- | --------------- |
| 2019 | Spiga d'onore | Vincitore/trice |

Festival di Málaga
| Anno | Categoria                         | Film          | Risultato       |
| ---- | --------------------------------- | ------------- | --------------- |
| 2005 | Biznaga d'argento: Miglior musica | 20 centimetri | Vincitore/trice |

Angers European First Film Festival
| Anno | Categoria          | Film           | Risultato       |
| ---- | ------------------ | -------------- | --------------- |
| 1995 | Premio Jean Carmet | Salto al vacío | Vincitore/trice |

Premio Paramount Channel
| Anno | Categoria       | Film/Serie                         | Risultato       |
| ---- | --------------- | ---------------------------------- | --------------- |
| 2016 | Miglior cattivo | Vis a vis - Il prezzo del riscatto | Vincitore/trice |

Festival di Ginevra
| Anno | Categoria        | Film           | Risultato       |
| ---- | ---------------- | -------------- | --------------- |
| 1995 | Migliore attrice | Salto al vacío | Vincitore/trice |

Festival di Mosca
| Anno | Categoria        | Film           | Risultato       |
| ---- | ---------------- | -------------- | --------------- |
| 1995 | Migliore attrice | Salto al vacío | Vincitore/trice |

Premio "El mundo" per il cinema basco
| Anno | Categoria              | Film           | Risultato       |
| ---- | ---------------------- | -------------- | --------------- |
| 1995 | Migliore attrice basca | Salto al vacío | Vincitore/trice |

Valencia Cinema Jove International Film Festival
| Anno | Categoria        | Film           | Risultato       |
| ---- | ---------------- | -------------- | --------------- |
| 1995 | Migliore attrice | Salto al vacío | Vincitore/trice |

Toulouse Cinespaña Film Festival
| Anno | Categoria        | Film    | Risultato       |
| ---- | ---------------- | ------- | --------------- |
| 2002 | Migliore attrice | Piedras | Vincitore/trice |

## Doppiatrici italiane
Nelle versioni in italiano delle opere in cui ha recitato, Najwa Nimri è stata doppiata da:
- Valentina Pollani in L'albero del sangue, Vis a vis - Il prezzo del riscatto, Vis a vis - L'Oasis
- Claudia Catani in La casa di carta, Insiders, Sagrada Familia, Berlino, 30 Coins - Trenta denari, Respira
- Monica Ward in Vis a vis - Il prezzo del riscatto (primo doppiaggio)
- Pinella Dragani in Apri gli occhi
- Federica De Bortoli in Gli amanti del circolo polare
- Francesca Guadagno in Lucía y el sexo
- Cinzia De Carolis in Agents secrets
- Francesca Bielli in Chi canterà per te?